# Aloe christianii
Aloe christianii é uma espécie de liliopsida do gênero Aloe, pertencente à família Asphodelaceae.